# Qerim Çelo
Qerim Çelo (ur. 15 lipca 1876 w Gjirokastrze, zm. w sierpniu 1959 w Tiranie) – albański polityk i prawnik, minister sprawiedliwości w grudniu 1921.

## Życiorys
W październiku 1901 ukończył studia prawnicze na uniwersytecie w Stambule. W latach 1902–1903 pracował jako prokurator w Perlepi, a następnie objął stanowisko przewodniczącego sądu w Kolašinie. W latach 1906–1908 kierował sądem w Adanie. W 1913 przyjechał do Albanii i otrzymał stanowisko sędziego w Shijaku. Wykonywał swoje obowiązki do czasu, kiedy miasto wpadło w ręce powstańców chłopskich Haxhi Qamiliego. W roku 1916, pod rządami Austro-Węgier objął ponownie stanowisko sędziego, a następnie przewodniczącego sądu w Elbasanie. W latach 1918–1920 kierował Sądem Apelacyjnym w Szkodrze. Od 1920 pracował jako adwokat. W grudniu 1921 przez dwa tygodnie kierował resortem sprawiedliwości w gabinecie Hasana Prishtiny. W 1923 był przedstawicielem rządu na kongresie Wspólnoty Muzułmańskiej. Do 1945 pracował jako adwokat, a następnie odszedł z zawodu. Zmarł w Tiranie.